# René Hoppe
René Hoppe (Oelsnitz, 9 dicembre 1976) è un ex bobbista tedesco.
Compete professionalmente dal 1999 come frenatore per la squadra tedesca ed ha vinto in carriera un oro olimpico e cinque titoli mondiali nel bob a quattro. 

## Biografia
Ha iniziato a praticare la disciplina nel 1993 e dal 1999 in poi ha ottenuto tutti i suoi successi spingendo i team guidati dal campione André Lange.
Ai XX Giochi olimpici invernali (edizione disputatasi nel 2006 a Torino, Italia) vinse la medaglia d'oro nel bob a quattro con i connazionali Lange, Kevin Kuske e Martin Putze partecipando per la nazionale tedesca, superando quella russa e quella svizzera.
Inoltre ai mondiali vinse otto medaglie tra cui 5 ori, 2 argenti ed 1 bronzo e altrettante ne conquistò agli europei (di cui 3 d'oro, 3 d'argento e 2 di bronzo).

## Palmarès

### Olimpiadi
- 1 medaglia:
  - 1 oro (bob a quattro a Torino 2006).

### Mondiali
- 8 medaglie:
  - 5 ori (bob a quattro ad Altenberg 2000; bob a quattro a Lake Placid 2003; bob a quattro a Königssee 2004; bob a quattro a Calgary 2005; bob a quattro ad Altenberg 2008);
  - 2 argenti (bob a due ad Altenberg 2000; bob a quattro a St. Moritz 2001);
  - 1 bronzo (bob a quattro a St. Moritz 2007).

### Europei
- 8 medaglie:
  - 3 ori (bob a due a Cortina d'Ampezzo 2000; bob a quattro a St. Moritz 2004; bob a quattro ad Igls 2010;
  - 3 argenti (bob a quattro a Winterberg 2003; bob a quattro ad Altenberg 2005; bob a quattro a St. Moritz 2006;
  - 2 bronzi (bob a quattro a Königssee 2001; bob a quattro a Cesana 2008).

### Coppa del Mondo[1]
- 28 podi (tutti nel bob a quattro):
  - 16 vittorie;
  - 7 secondi posti;
  - 5 terzi posti.

#### Coppa del Mondo - vittorie[1]
| Data             | Luogo       | Paese       | Disciplina                                                          |
| ---------------- | ----------- | ----------- | ------------------------------------------------------------------- |
| 1º dicembre 2002 | Altenberg   | Germania    | a quattro con André Lange (pilota), Kevin Kuske e Carsten Embach    |
| 8 dicembre 2002  | Igls        | Austria     | a quattro con André Lange (pilota), Kevin Kuske e Carsten Embach    |
| 8 febbraio 2003  | Calgary     | Canada      | a quattro con André Lange (pilota), Kevin Kuske e Carsten Embach    |
| 22 novembre 2003 | Calgary     | Canada      | a quattro con André Lange (pilota), Kevin Kuske e Thomas Pöge       |
| 30 novembre 2003 | Lake Placid | Stati Uniti | a quattro con André Lange (pilota), Kevin Kuske e Lars Behrendt     |
| 21 dicembre 2003 | Altenberg   | Germania    | a quattro con André Lange (pilota), Kevin Kuske e Lars Behrendt     |
| 25 gennaio 2004  | St. Moritz  | Svizzera    | a quattro con André Lange (pilota), Udo Lehmann e Kevin Kuske       |
| 30 gennaio 2004  | St. Moritz  | Svizzera    | a quattro con André Lange (pilota), Udo Lehmann e Lars Behrendt     |
| 15 febbraio 2004 | Igls        | Austria     | a quattro con André Lange (pilota), Udo Lehmann e Kevin Kuske       |
| 12 novembre 2005 | Calgary     | Canada      | a quattro con André Lange (pilota), Kevin Kuske e Martin Putze      |
| 3 febbraio 2008  | Königssee   | Germania    | a quattro con André Lange (pilota), Kevin Kuske e Alexander Metzger |
| 10 febbraio 2008 | Königssee   | Germania    | a quattro con André Lange (pilota), Marc Kühne e Martin Putze       |
| 20 dicembre 2009 | Altenberg   | Germania    | a quattro con André Lange (pilota), Kevin Kuske e Martin Putze      |
| 10 gennaio 2010  | Königssee   | Germania    | a quattro con André Lange (pilota), Kevin Kuske e Martin Putze      |
| 17 gennaio 2010  | St. Moritz  | Svizzera    | a quattro con André Lange (pilota), Kevin Kuske e Martin Putze      |
| 24 gennaio 2010  | Igls        | Austria     | a quattro con André Lange (pilota), Kevin Kuske e Martin Putze      |